# Leucophlebia edentata
Leucophlebia edentata là một loài bướm đêm thuộc họ Sphingidae. Nó được tìm thấy ở Guinea phía đông đến Sudan và Uganda.